# 万理華
万理華（まりか、1992年9月28日 - ）は、日本の女性タレント、グラビアアイドル。富山県出身。オスカープロモーション所属を経てフリー。

## 略歴
- 専門学校東京アナウンス学院在学中から芸能活動を開始。
- 2013年、アイドルグループ「姫リアンズ」のメンバーとして活動を開始[4]。冠ラジオ番組姫ラジ[5]、姫プチ634（WALLOP放送局）、姫リアンズチャンネル（アメスタ）、各種イベント出演を果たす。
- 同年3月13日、専門学校東京アナウンス学院演技科を卒業後、オスカープロモーションに所属（所属日は2013年3月22日）[6]。
- 同年4月16日、検索性を向上させるため石原真里子から万理華に改名[7]。
- 2013年12月14日をもって姫リアンズを卒業[8]。
- マシェバラ新レーベルsommlierプレミアオーディション参加[9]（2015年2月24日～4月17日）。

以降、舞台出演、モデル、イベントコンパニオン、テレビ出演など活動の幅を広げている。
- 出身地である富山県の「とやまふるさと大使」に任命される[10]。
- 2020年3月31日をもって所属事務所オスカープロモーションを退社[11]。
- 富山湾しろえび倶楽部サポートリーダーに就任（2021年7月20日）[12]。
- 2022年7月、ミスヤングアニマル2022コンテストにおいてファイナル進出[13]。
- 2023年7月19日、LucKeyチャンネルにてパチスロ演者"たちばなまりか"としての活動を発表[14]。
- 2025年2月5日、自身のX（旧Twitter）にて同年12月31日を以てグラビアアイドルとしての活動を引退することを発表した[15]。
- 2025年2月17日、”グラビア"万理華"としての集大成を「紙の写真集」で残したい”との思いから、”最初で最後の写真集プロジェクト”をクラウドファンディングで開始（2025年2月17日～3月31日）[16]。
- 2025年3月18日、上記クラウドファンディングについて、プロジェクト終了前に目標の100万円を達成。最終的には107人の支援者によって1,677,000円と目標を大幅に上回る支援総額となる。[17]。

## 人物
- 兄弟は兄二人の末っ子[18]。
- 実家では猫を2匹（アムロくん、くろみちゃん）飼っている[19][20]。そのおかげで猫のものまねが特技。（必撮！まるごと☆万理華【完全版】（DMM動画[21]））（※アムロ君は2018年8月に永眠 [22]、くろみちゃんは2022年4月に永眠（本人インスタグラムストリー)）
- 飲料はティーラテ、ヨーグルト、コーヒー牛乳、タピオカ[23]が好き。
- ゆるキャラではふなっしーがお気に入り。ふなっしーのコラボカフェにも度々訪れている[24]。
- 漫画、アニメが好き。その中でも特に『干物妹!うまるちゃん』が好きで単行本コミックスはSS版も含めて全巻揃えているほどである。コミック原作のコラボカフェにもよく訪れ、コラボメニューを堪能している姿をブログにあげている。今まで訪れたのは『クレヨンしんちゃん』、『僕のヒーローアカデミア』、『五等分の花嫁』など。
- 映画ではマーベルコミック原作映画のファン。またミニオンズも好きで特にボブがお気に入り[25]。
- モーニング娘。などアイドルも好きで、アイドリング!!!では遠藤舞、NMB48では山田菜々が推しメン。
- スポーツは好きで小学校時代はリレーの選手。他にバドミントン、ビーチバレー、バスケットボールも。サッカー、バレー以外は得意。特にスキー。[26]習い事としては茶道も[27]。
- キャッチフレーズは、出身地富山の特産にちなんで、”白えびボディ”。自らサンケイスポーツの取材において「（故郷の）富山の白エビのように白い肌」と例えたこともある[28]。
- 好きな男性のタイプは「話すことが好きなので、嫌な顔をせずに聞いてくれる人（笑）」とのこと[28]。
- 将来の夢は「（故郷の）富山と東京の架け橋になりたい」(2020年10月時点)[28]。

## 出演

### 展示会・イベント

#### 2013年
- 八王子陵南公園さくら祭り（2013年4月14日） - 姫リアンズとして
- KAWAII MATSURI（2013年4月20日・21日、千駄ヶ谷体育館） - 姫リアンズとして
- 明石小学校 105周年同窓会（2013年5月26日） - 姫リアンズとして
- ヤミ金融防止レクチャー（2013年6月3日、新宿西口広場） - 姫リアンズとして
- ポケモンゲームショー（2013年8月17日・18日）
- 24時間テレビチャリティ募金活動（2013年8月24日・25日、深川ギャザリア） - 姫リアンズとして
- 文京学院大学 学園祭（2013年10月20日、ふじみ野キャンパス）[29]
- 専門学校東京アナウンス学院 学園祭「演技科企画えんじるEバトル!」（2013年11月2日） - 演技科卒業生としてMCを担当
- 湘南国際マラソン ブースコンパニオン（2013年11月3日）
- AKIBA 伝えたい！放送局！「つたほ」(2013年11月9日） - 姫リアンズとして
- でちゃうガールズ(2013年11月10日、11月17日他数回）
- AKIBA 伝えたい！放送局！「つたほ」(2013年12月1日） - 姫リアンズとして
- バルーンアートトークショーステージモデル（国営昭和記念公園）(2013年12月21日）

#### 2014年
- ULTRA JAPAN 2014 (2014年9月27日 - 28日）
- 東京モーターフェス（2014年10月11日 - 13日）
- COUNTDOWNJAPAN 14/15 （2014年12月28日 - 31日）

#### 2015年
- 東京オートサロン 横浜ゴムブース（2015年1月9日 - 11日）
- 東京マラソンEXPO ファイテンブース（2015年2月19日 - 21日）
- NIKEゴルフキャンペーン　(2015年3月 - 4月）
- AnimeJapan2015 アニマックスブース（2015年3月20日 - 22日）
- スマートミストガール　福島県会津若松市　(2015年4月25日 -26日）
- アニマックスイベント みなとみらい駅 　(2015年4月28日 - 29日）
- マチ☆アソビ NOTTVブース　(2015年5月3日 - 5月5日）
- ハーレーダビッドソン「BLUE SKY HEAVEN」in 富士スピードウェイ　（2015年5月23日）
- 次世代ワールドホビーフェア'15 Summer  マインクラフトブース (2016年6月27日 - 28日）
- アベンジャーズ200%ホットトイズ（2015年7月4日 - 20日、六本木泉ガーデン） - ホットガール[30]
- JINSプロモーション 由比ガ浜海水浴場  (2015年7月25日 - 26日）
- お台場夢大陸「おーい!ひろいき村　夢ドミノパーク」ブースMC　(2015年7月18日 - 8月31日）※不定期出演
- 東京ゲームショウ2015 Amazon.co.jpブース（2015年9月17日 - 20日）
- アニマックス presents 「ライオンズ × 新あたしンち」デー (西武球場前ブースプロモーション）（2015年9月23日）
- ツーリズムEXPOジャパン 2015  石川県ブース （2015年9月24日 - 27日）
- 第44回東京モーターショー 日産自動車ブース（2015年10月29日 - 11月8日）
- ジャンプフェスタ2016 週刊ヤングジャンプブース（2015年12月19日・20日） - 『キングダム』羌瘣（きょうかい）のコスプレ

#### 2016年
- ジャパンゴルフフェア2016 ゴルフネットワークブース (2016年2月19日 -21日）
- 東京マラソンEXPO ファイテンブース（2016年2月25日 - 27日）
- AnimeJapan2016 アニマックスブース（2016年3月25日 - 27日）
- inter pets（2016年3月31日 - 4月3日）
- ポタフェス ウルトラゾーンブース（2016年7月16日・17日  ベルサール秋葉原） - ウルトラゾーンイメージガール
- お台場みんなの夢大陸2016「HOPE」ブースMC　(2016年7月16日 - 8月31日）※不定期出演
- バットマン100%ホットトイズ（2016年9月8日 - 25日、六本木泉ガーデン） - ホットガール[31]
- ジレットプロシールド やさしさ体感クリニック（2016年10月8日・9日　原宿BANK GALLERY）
- FIFAクラブワールドカップ ジャパン2016 世界とつながれ 応援キャラバン ( 2016年11月29日 鹿島サッカースタジアム)
- ポタフェス ウルトラゾーンブース（2016年12月18日　ベルサール秋葉原）

#### 2017年
- パワプロフェスティバル2016 (2017年1月8日 東京ビッグサイト）
- AnimeJapan2017 アニマックスブース（2017年3月25日 - 26日）
- ファンキル夏祭り （2017年8月19日 - 20日　アキバ・アクウェア）
- VisaデビットTrick or Treat MUSEUM ハロウィンイベント 渋谷109（2017年10月26日 - 27日）
- 東京コミコン ホットトイズブース（2017年12月01日 - 03日  幕張メッセ）- ホットガール[32]
- ジャンプフェスタ2018 （2017年12月16日 - 17日）

#### 2018年
- ニコニコ超会議2018 SANYOブース（2018年4月28日 - 29日）
- 東京ゲームショウ2018 （2018年9月20日 - 23日）※出演は9月21日～
- ファンキル4周年祭　（2018年10月27日 虎ノ門ヒルズ）-　シェキナーコスプレ担当

#### 2019年
- 東京コミコン ホットトイズブース（2019年11月22日 - 24日  幕張メッセ）

#### 2022年
- T-ROOM首都圏⇔富山オンライン交流会（2022年10月21日[33]）
- イベントとやまじんvol.6 富山の日本酒を楽しむ会（日本橋とやま館（2022年11月3日[34]）)

#### 2023年
- イベントとやまじんvol.7 富山のかまぼこを語る会（日本橋とやま館（2023年1月18日[35]）)
- イベントとやまじんvol.9 富山のます寿司を楽しむ会（日本橋とやま館（2023年3月22日[36]）)
- とやま巡ラン2023【富山コース】11月4日（土）[37]

### CM
- 学校法人大原学園（2012年）
- 横浜市統一地方選挙[38]　(2015年）
- ネッツトヨタ富山CM「万理華」[39]　(2024年）
- ネッツトヨタ富山CM「万理華」2[40]　(2024年）

### テレビ
- 潜入探偵トカゲ 第7話（2013年5月30日、TBS）
- とんねるずのみなさんのおかげでした オールスター!!ものまねだらけの水泳大会（2013年7月18日、フジテレビ）
- アウト×デラックス （2013年12月19日、フジテレビ）
- Dr.検事モロハシ　(2014年7月1日、フジテレビ）[41]
- 駆け込みドクター!運命を変える健康診断　再現VTR　(2015年5月31日、9月13日TBS）
- 奇跡体験!アンビリバボー　再現VTR　（2016年6月23日、フジテレビ）
- 行列のできる法律相談所　再現VTR　（2017年11月12日、日テレ）
- お願い!ランキング　VTR出演　（2019年5月2日、テレビ朝日)

### ラジオ
- 「金曜日はドキドキ！！」ドキドキスタジオトーク スタジオゲスト（2020年10月16日、富山シティFM）
- 「村多美咲のブ～たいむ」（2021年4月26日、かつしかFM）
- 「天音汐那のぽよラジ」（2021年7月5日、市川うららFM）
- 「吉岡開発の解体新SHOW」[42](2022年5月25日、鳥越アズーリFM）（アーカイブ[43])
- 「ゆきおとこの美女対談」[44]（2022年6月4日、インターネット放送局Cwave）（アーカイブ[45])
- 「ゆきおとこの美女対談」[44]（2022年7月2日、インターネット放送局Cwave）（アーカイブ[46])
- 「イン・ア・ライトムード～楽しい気分で スタジオゲスト（2023年5月13日、富山シティFM）

### 映画

#### 2016年
- L-エル-  (キャバレーシーン出演、2016年11月25日公開、下山天監督、下山天、阿久津朋子脚本）[47]

#### 2020年
- Stupid! Is It Bad? vol.2 ~今夜は決める~ （2020年10月23日公開、製作WILD LIFE FILM）[48]

#### 2023年
- かざはな（堂本カレン役 2023年5月13日公開、製作俳優互助集団＋ｓｉｃｋｓ） [49]

### 舞台
- 劇団空感エンジンプロデュース公演『7丁目16番地ゆめ屋?ROCKの巻?』（2013年7月10日 - 15日、両国エアースタジオ） - 咲希 役[50]
- 劇団空感エンジンプロデュース公演『TOKYO IDOL ACT 2013』（2013年7月25日 - 29日、両国エアースタジオ） - 幽霊、安藤羽根子 役[50]
- 劇団空感エンジンプロデュース公演『SKY』（2013年10月16日 - 21日、両国エアースタジオ） - お七 役[50]
- ストレイドッグSeedling公演『へなちょこヴィーナス』（2014年9月17日 - 21日、八幡山ワーサルシアター） - 永井愛子 役[51] (注：稽古当初配役は帰国子女 幹役だったとのこと[52]
- 初恋たろうとコントせんまいけin富山(オーバードホール ハイビジョンシアター(2024年12月14日[53]）)

### モデル
- 箱根町行政パンフレットモデル　(2014年）
- MONOQLO特別編集LIFE HACK大全（2015年9月25日、晋遊舎）ISBN 978-4-8018-0307-7[54]
- ポートレートの新しい教科書 （2015年11月24日、エムディエヌコーポレーション）ISBN 978-4844365495
- ペリエ千葉 バレンタインメイクアップレッスン(2016年2月13日）
- ウェブマガジン "Dear Drive " Dearガール(メルマガ 2017年2月4日配信分）" SUBARU インプレッサ スポーツ ／ Ｇ４ " 紹介動画①、②、自己紹介[55]
- ベストカー（2017 10月10日号 2017年9月8日発売）ホンダN-BOX紹介記事
- 東京ウォーカー 6月号　（2018年5月20日発売）宝くじタイアップページ
- 百日草のはなよめ2018年12月号　（2018年11月15日発売、株式会社百日草）[56]
- 週刊ポスト 2019年6月7日号　（2019年5月27日発売）特集◆ご当地麺をビキニで食レポ！（富山ブラック麺家いろは 秋葉原店）[57]

### ゲーム
- スターガールズグランプリ （スマホアプリ、2021年春）(公式オンラインショップ　万理華写真セット [58])

### Youtube
- ドリマガ『DearDrive』#074　Dearガールプロフィール[59](2017年1月27日）
- ドリマガ『DearDrive』#074　ピックアップ！[60](2017年1月27日）
- ドリマガ『DearDrive』#074　ヒューマン[61](2017年1月27日）
- ドリマガ『DearDrive』#074　カバーカー[62](2017年1月27日）
- ［ゆる釣り］#03 万理華と釣り堀カフェで女子会[63](2020年12月25日）
- 富山県のご当地キャラばいにゃこさん＠今日のゲストはグラビアアイドル万理華さん[64](富山の遊び場!TV[65] 2021年3月8日）
- 【２回目】村多美咲のゆうちゅーブ〜【ラジオ配信】[66] (2021年5月28日）
- 万理華 | ベージュブラジリアンビキニ | Lookbook[67] (2021年9月5日）
- 万理華 | レインボーブラジリアンビキニ | Lookbook[68] (2021年9月9日）
- 万理華 | ブルーブラジリアンビキニ | Lookbook[69] (2021年9月19日）
- 万理華 | acme de la vie | オーバーサイズTシャツ | Lookbook[70] (2021年10月7日）
- cinematic portrait #67 | sony a7s3 | sony FE 24-70mm F2.8 GM II[71] (2023年2月24日）
- LucKeyチャンネル スロットダイアリー [72]
- オトナトーク [73]（2023年10月13日）
- 【ダメンズメーカー】原因は能力が高すぎるせい…!?グラビアタレントの恋愛こじらせをスピリチュアル占い師CHIEが占う![74] (2023年11月10日）
- 【不倫の可能性アリ!?】こじらせ解決の鍵は『恋愛よりも仕事に集中すること』[75] (2023年11月13日）

### 記事掲載
- ＳＡＮＳＰＯ.ＣＯＭ【３６５日グラドル日記（３４）】Ｇカップボディーと巧みなトークを武器に女優やモデル、タレントとマルチな活躍を目指す万理華(2017年7月1日）[76]
- 週刊プレイボーイ 2017年7月17日 no.29（2017年7月3日発行）「ボインファーストの会!!!わがままボディ区」
- ZAKZAK 【艶グラドル】水着のひも食い込む、万理華のむっちり肉感　ＤＶＤテーマは「ＯＬと常務の海外出張」   [26]
- 夕刊フジ 【艶グラドル 万理華】(2018年3月22日発行　3月23日発売分）[77]
- ＳＡＮＳＰＯ.ＣＯＭ【ＷＥＥＫＤＡＹはグラドル日記（３４７）】故郷、富山の白エビのような白い肌とＧカップ巨乳が自慢の万理華！(2020年10月15日）[78]
- ドカント20年11月号先出し情報 218号 vol.3　万理華さん(2020年10月15日）[79]
- ドカント 11月号 2020年10月16日発行号「早耳！エンタメ・インタビュー550」3rdDVDインタビュー掲載
- ドカント 早耳！エンタメ・インタビュー!! 550６ 万理華　ドキドキと癒しをお届けの新作は彼女と恋に落ちること必至!!(2020年10月16日）[80]

　   関連動画：
【ドカントch.#75】ドカント20年11月号「早耳！エンタメ・インタビュー550」万理華さんの動画第1弾！【万理華さん1/3】
　　　  　　   　【ドカントch.#78】ドカント20年11月号「早耳！エンタメ・インタビュー550」万理華さんインタビュー動画第1弾！【万理華さん2/3】
　　　  　　      　　　 　【ドカントch.#81】ドカント20年11月号「早耳！エンタメ・インタビュー550」万理華さんインタビュー動画第2弾！【万理華さん3/3】
- ラブポップ 10/25に 3rdDVDが発売❤︎万理華❤︎さんを『俺の自慢のオンナ』にしちゃいませんか？[84]
- ＳＡＮＳＰＯ.ＣＯＭ 万理華、２年半ぶりＤＶＤが話題　Ｇカップボディーを際どいＶ字水着などで披露(2020年11月1日）[85]
- ZAKZAK 【艶グラドル】“富山県産白えびボディー”ご覧あれ　万理華「艶っぽいセクシーさが見どころ」   [86]
- 夕刊フジ 【艶グラドル 万理華】(2020年11月5日発行　11月6日発売分）[87]
- Exweb “Ｇ乳”万理華「色白でプリプリな白エビ尻を見て！」ベッドの上で獲物を誘惑(2020年11月19日) [88]
- Takt2021.1月号 (2020年12月10日発行）[89]
- グラビア名鑑2021 -今、紙に残すべきオンナノコ100人- (2021年3月29日発行）[90]
- ラブポップ 本日4th DVDリリース❤︎万理華❤︎さんが甘えさせ上手なイケナイお姉さんに…[91]
- Exweb “白エビ娘”万理華「バストに浮き出る血管」情熱的な白肌が色っぽい【画像8枚】(2021年4月7日) [92]
- 月刊キスカ　2021年5月号（2021年4月8日発行）[93]
- ドワンゴジェイピーｎｅｗｓ“イケないおねえさん” 万理華、まんまる豊満Gカップと匂い立つフェロモンにKO[94]
- ＳＡＮＳＰＯ.ＣＯＭ 【ＷＥＥＫＤＡＹはグラドル日記（４６１）】透き通ったＧカップ“白エビ”ボディーを際どい衣装で魅了した万理華(2021年4月8日）[95]
- MEN'S　DVD 9月号 2021年7月29日発売（2021年9月1日発行）「プール撮影会潜入レポート（東京Lilyプール撮影会2021年6月19日）」
- アサ芸Secret Vol.71 2021年8月4日発売（2021年9月12日発行）「グラドル巨乳甲子園2021」富山県代表
- EXMAX! 2021 11月号 2021年9月25日発売（2021年9月26日発行）「カメラマンになろう！」
- EXMAX! HG vol.2 2021年11月5日発売（2021年12月5日発行）「地域別芸能人美女体カタログ　中部・東海（富山県）」
- ヤングアニマル 第09・10号（5月13日・27日号）(2022年4月22日発売）「ミスヤングアニマル2022」オーディション[96]
- 富山人材新聞 「ハイボールが止まらない…！ 現役漁師が伝えたい富山湾の宝石 “白エビ”の魅力」(2022年6月20日） [97]
- 富山人材新聞 「白エビグラドル・万理華と行く！ “白エビ”に会える新湊漁港ツアー」（2022年7月1日）[98]
- 金のEX DVD VOL.9 2022年8月18日発売（2022年10月1日発行）「第2回フリーランスグラドルＮＯ．１選手権」（ENTRY NO.28)
- 夕刊フジ 【艶グラドル 万理華】(2022年8月24日発行　8月25日発売分）[99]
- ZAKZAK 【艶グラドル】万理華〝白エビボディー〟召し上がれ！　最新ＤＶＤ「白く柔く」発売   [100]
- アサ芸Secret Vol.77 2022年8月3日発売（2022年9月1日発行）「グラドル巨乳甲子園2022」富山県代表
- 金のEX DVD VOL.10 2022年10月18日発売（2022年12月1日発行）「エッチな声を聴かせるアイドル」（誌面、DVD）
- 週刊実話11/10号 2022年10月27日発売（2022年11月10日発行）「週刊実話プール撮影会を開催」（カラーグラビア）
- EXMAX! 2022 12月号 2022年11月11日発売（2022年11月11日発行）「アイドルバトルコロッセオ 26回目 鈴木優愛 VS 万理華」
- 金のEX DVD VOL.11 2022年12月18日発売（2023年2月1日発行）「フリーランスグラドルNo.1選手権!!（最新名鑑）全40人一覧」（ENTRY NO.28）
- 金のEX DVD DX 丸ごと１冊スパイスビジュアル 旬のグラビアアイドル100人 2023年1月18日発売（2023年3月1日発行）「美しすぎるお姉さんグラドル」、「グラビアアイドル直筆♡アンケート」
- 金のEX DVD VOL.12 2023年2月20日発売（2023年4月1日発行）「人気グラドルを催眠術でエッチにしてみた！？」（誌面、DVD）
- グラビア名鑑2023 -今、紙に残すべきオンナノコ46人- (2023年3月29日発行）[101]
- 人妻日和～春の出会い～ 2023年03月30日発売[102]
- 北陸中日新聞 「俳優として成長した姿を」　映画「かざはな」富山で公開（2023年5月16日）[103]
- EXMAX! DELUXE 2023初夏特大号 2023年6月5日発売（2023年7月1日発行）「アイドルバトルコロッセオ 白熱セクシー傑作選！」

### 撮影会
- 1/24(土）長澤佑香、林由香里、万理華合同撮影会～撮影会初めての3人が魅せるパラダイス☆～　（高田馬場FHOTO-JOスタジオ）（2015年1月24日）
- 新レーベル sommelierプレミアオーディション撮影会 2015年3月28日[104]
- FOTO-JO グラマラス!セッション撮影会（2016年4月9日[105]・7月9日[106]・8月27日[107]、秋葉原スタジオ）
- onedrop団体撮影会 （2018年3月21日[108]）
- onedrop団体撮影会 （2018年4月30日[109]）
- onedrop団体撮影会 （2018年5月27日[110]）
- 近代麻雀水着祭 in 川越水上公園 （2018年6月16日[111]）
- アキスタ撮影会 （2018年8月18日[112]）
- 東京Lily撮影会 （2018年9月16日[113]）
- アキスタ撮影会 （2018年11月17日[114]）
- 東京Lily撮影会 （2018年12月15日[115]）
- 東京Lily撮影会 （2019年3月21日[116]）
- 東京Lily撮影会 （2019年4月29日[117])
- 東京Lily撮影会 （2019年6月8日[118]）
- 東京Lily撮影会 （2019年7月20日[119]）
- 東京Lily撮影会 （2019年8月10日[120]）
- 東京Lily撮影会 （2019年9月16日[121]）
- 東京Lily撮影会 （2019年10月19日[122]）
- 東京Lily撮影会 （2019年11月10日[123]）
- 東京Lily撮影会 （2019年12月28日[124]）
- 東京Lily銭湯撮影会（於：改正湯[125]）（2020年1月19日[126]）
- 東京Lilyオンライン撮影会 （2020年5月4日[127]）
- 東京Lilyオンライン撮影会 （2020年5月30日[128]）
- ガーネット撮影会 （2020年7月18日[129]）
- 東京Lily Photo Session （2020年8月1日[130]）
- フレッシュスペシャル大撮影会in川越プール （2020年9月20日[131]）
- 東京Lily 万理華 個人&団体撮影会 （2020年9月27日[132]）
- 東京Lily Photo Session （2020年10月24日[133]）
- 東京Lily 万理華 個人&団体撮影会 （2020年12月6日[134]）
- まりこみ撮影会　（万理華・こみつじょう合同撮影会（2020年12月26日）
- たんぽぽ撮影会 （2021年2月21日（日）[135]）
- 東京Lily 万理華 個人撮影会 （2021年3月20日[136]）
- 東京Lily 万理華 個人撮影会 （2021年5月23日[137]）
- プール撮影会2021 6月19日（2021年6月19日[138]）
- フレッシュ屋外大撮影会　スペシャルプール大撮影会6月27日（2021年6月27日[139])　※台風接近の影響により中止
- 東京Lily 万理華 個人撮影会 （2021年7月18日[140]）
- EX MAX誌面連動企画撮影会〜カメラマンになろう〜（2021年8月15日[141]）
- フレッシュ屋外大撮影会　スペシャルプール大撮影会9月18日（2021年9月18日[142])　※台風接近の影響により中止
- Booty東京撮影会　プレミアム撮影会個人撮影会（（2021年9月18日[143])
- 東京Lily 万理華 個人撮影会 （2021年9月26日[144]）
- 東京Lily6周年記念プール撮影会　10月3日(日)（2021年10月3日[145])
- ZOOM撮影会　10月17日(日) 万理華 撮影会　(2021年10月17日（日）[146])
- 東京Lily 万理華 個人撮影会 （2021年12月11日[147]）
- smooth 振袖 個人撮影撮影会 （2022/1/9(日)[148]）
- はなまる撮影会 個人撮影会（2022年2月20日（日）[149])
- 東京Lily 万理華 個人撮影会 （2022年3月21日[150]）
- ZOOM撮影会　3月27日(日) 万理華 撮影会　(2022年3月27日（日）[151])
- ヤングアニマル×東京Lily ミスヤングアニマルフォトセッション（2022年5月3日（火）[152])
- 東京Lilyプール撮影会　5月14日(土)（2022年5月14日[153])
- ヤングアニマル×東京Lily ミスヤングアニマルフォトセッション（2022年6月4日（土）[154])
- ヤングアニマル×東京Lily ミスヤングアニマルフォトセッションプール撮影会　6月12日(日)（2022年6月12日[155])
- ヤングアニマル×東京Lily ミスヤングアニマルフォトセッション（2022年7月16日（土）[156])
- ヤングアニマル×東京Lily ミスヤングアニマルフォトセッション（2022年7月23日（土）[157])
- 東京Lilyプール撮影会　9月4日(日)（2022年9月4日[158])
- 週刊実話 水女神祭りin川越水上公園　9月23日(金)（2022年9月23日[159]
- 東京Lily 万理華 個人＆団体撮影会 （2022年9月25日[160]）
- smooth 京都野外 着物個人撮影　10月9日(土)（2022年10月9日[161]）
- 群馬県沼田市×東京Lily 大正ロマン撮影会 （2022年11月12日[162]）
- 東京Lily 万理華 個人撮影会 （2022年11月26日[163]）
- たんぽぽ撮影会　12/10（土）万理華個人撮影会（2022年12月10日[164])
- 東京Lily 万理華 個人撮影会 （2022年12月24日[165]）
- チャンス撮影会　2023/01/14(土)　BIKINI COLLECTION inスタジオグラフィティ（2023年1月14日[166])
- チャンス撮影会　2023/01/14(土)　万理華inスタジオグラフィティ（2023年1月14日[167])
- 東京Lily 万理華 個人撮影会 （2023年2月12日[168]）
- たんぽぽ撮影会　3/4（土）万理華個人撮影会（2023年3月4日[169])
- チャンス撮影会　2023/03/18(土)　ALL BIKINI SESSION inスタジオグラフィティ（2023年3月18日[170])
- チャンス撮影会　2023/03/18(土)　万理華inスタジオグラフィティ（2023年3月18日[171])
- 東京Lily 万理華 個人撮影会 （2023年4月8日[172]）
- 富山屋外個人撮影会　2023年5月13日（土）、14日（日）[173]
- 滑川屋外団体撮影会　2023年5月21日（日）[174]
- たんぽぽ撮影会　6/10（土）万理華個人撮影会（2023年6月10日[175])
- チャンス撮影会　2023/06/17(土)　オール水着セッションinアメージングスタジオ（2023年6月17日[176])
- チャンス撮影会　2023/06/17(土)　万理華（名古屋撮影会）（2023年6月17日[177])
- 東京Lily 万理華 個人撮影会 （2023年7月8日[178]）
- たんぽぽ撮影会　7/22（土）万理華個人撮影会（2023年7月22日[179])
- smooth 神奈川 古民家スタジオ 浴衣 個人撮影　8月6日(日)（2023年8月6日[180]）
- チャンス撮影会　2023/08/19(土)　オールビキニセッションinスタジオグラフィティ（2023年8月19日[181])
- チャンス撮影会　2023/08/19(土)　万理華inスタジオグラフィティ（2023年8月19日[182])
- チャンス撮影会　2023/08/20(日)　オール水着セッションinアメージングスタジオ（2023年8月20日[183])
- チャンス撮影会　2023/08/20(日)　万理華(名古屋撮影会)（2023年08月20日[184])
- 東京Lily 万理華 個人撮影会 （2023年9月2日[185]）
- SPLASH SUMMER in しらこばと水上公園 （2023年9月24日[186]）
- Premier2023 in しらこばと水上公園プール（2023年10月7日[187]）
- たんぽぽ撮影会　10/28（土）万理華個人撮影会（2023年10月28日[188])
- チャンス撮影会　2023/11/19(日) NEO競泳セッションinスタジオグラフィティ（2023年11月19日[189])
- チャンス撮影会　2023/11/19(日) 万理華inスタジオグラフィティ（2023年11月19日[190])
- チャンス撮影会　2023/12/17(日)　オールビキニサンキューセッションinアメージングスタジオ（2023年12月17日[191])
- チャンス撮影会　2023/12/17(日)　万理華(名古屋撮影会)（2023年12月17日[192])
- 東京Lily 万理華 個人撮影会 （2023年12月23日[193]）
- 東京Lily 万理華 個人撮影会 （2024年1月21日[194]）
- smooth 振袖 個人撮影会 （2024/1/28(日)[195]）
- チャンス撮影会　2024/02/23(金)　オールビキニセッションinスタジオチーク（2024年2月23日[196])
- チャンス撮影会　2024/02/23(金)　万理華inスタジオチーク（2024年2月23日[197])
- 万理華＊個人撮影会：PLAYZONEオリジナル（2024年2月24日[198]）
- チャンス撮影会　2024/3/16(土)　オール水着セッションinアメージングスタジオ（2024年3月16日[199])
- チャンス撮影会　2024/3/16(土)　万理華(名古屋撮影会)（2024年3月16日[200])
- Greif撮影会 ピータースタジオ 2024/3/31（日）（2024年3月31日[201]）
- FAV PHOTO SESSION 2024年4月6日(2024年4月6日[202])
- smooth 2024/4/21(日) 東京スタジオ フラワーバス&オイル 個人撮影（2024/4/21(日)[203]）
- チャンス撮影会　2024/05/11(土)　オール水着セッションinスタジオチーク（2024年5月11日[204])
- チャンス撮影会　2024/05/11(土)　万理華inスタジオチーク（2024年5月11日[205])
- 東京Lily 05月25日(土) 万理華 個人撮影会 （2024年5月25日[206]）
- FAV PHOTO SESSION 2024年6月23日(2024年6月23日[207])
- チャンス撮影会　2024/08/03(土)　万理華(名古屋撮影会)（2024年8月3日[208])
- チャンス撮影会　2024/08/04(日)　万理華inスタジオチーク（2024年8月4日[209])
- smooth 2024/8/31(土) 東京スタジオ 個人撮影 （2024/8/31(土)[210]）
- 東京Lily 09月28日(土) 万理華 個人&団体撮影会 （2024年9月28日[211]）
- 東京Lily 11月16日(土) 万理華 個人&団体撮影会 （2024年11月16日[212]）
- チャンス撮影会 2024/11/30(土)　NEO競泳セッションラリーinスタジオチーク(2024/11/30(土)[213])
- チャンス撮影会　2024/11/30(土)　万理華inスタジオチーク（2024年11月30日[214])
- FAV PHOTO SESSION 2024年12月22日(2024年12月22日[215])
- smooth 振袖 個人撮影会 （2025/1/26(日)[216]）
- 東京Lily 02月16日(日) 万理華 個人&団体撮影会 （2025年2月16日[217]）
- チャンス撮影会　2025/02/24(月)　NEO競泳セッションinスタジオグラフィティ（2025年2月24日[218])
- チャンス撮影会　2025/02/24(月)　万理華inスタジオグラフィティ（2025年2月24日[219])
- FAV PHOTO SESSION 2025年3月16日(2025年3月16日[220])
- チャンス撮影会　2025/03/15(土)　オール水着セッションinアメージングスタジオ（2025年3月15日[221])
- チャンス撮影会　2025/03/15(土)  万理華(名古屋撮影会)（2025年3月15日[222])
- smooth 2025/4/13(日) 東京野外 菜の花&チューリップ 個人撮影 （2025年4月13日[223]）
- 東京Lily 04月20日(日) 万理華 個人撮影会（2025年4月20日[224]）
- SPLASH SUMMER 2025 in 川越水上公園（2025年5月3日[225]）
- Vivico Photo Session 2025年5月24日(2025年5月24日[226])
- チャンス撮影会　2025/05/31(土)　オール水着セッションinスタジオグラフィティ（2025年5月31日[227])
- チャンス撮影会　2025/05/31(土) 万理華inスタジオグラフィティ（2025年5月31日[228])
- チャンス撮影会　2025/06/07(土)　オール水着セッションinアメージングスタジオ（2025年6月7日[229])
- チャンス撮影会　2025/06/07(土)　万理華(名古屋撮影会)（2025年6月7日[230])
- 万理華onedrop個人撮影会 （2025年6月09日[231]）
- 東京Lily 06月22日(日) 万理華 個人撮影会（2025年6月22日[232]）
- チャンス撮影会　2025/07/05(土)　NEO競泳サンキューセッションinスタジオチーク（2025年7月5日[233])
- チャンス撮影会　2025/07/05(土)　万理華inスタジオチーク（2025年7月5日[234])
- 東京Lily POOL × GYM 07月13日(日) 万理華 個人撮影会（2025年7月13日[235]）
- 東京Lily POOL × GYM 07月13日(日) 東京Lily 夏の宴 in Shinjuku オフ会（2025年7月13日[236]）
- Vivico Photo Session 2025年8月2日(2025年8月2日[237])

## 作品

### DVD
- Secret Lover シークレット ラバー（2017年5月26日、シャイニングスターエンターテイメント）
- Trip Trap（2018年3月22日、イーネット・フロンティア）
- 俺の自慢のオンナ（2020年10月25日、Aircontrol）
- 誘うカラダ〜いけない万理華お姉さん〜（2021年3月20日、ラインコミュニケーションズ）
- 白く柔く（2022年8月31日、スパイスビジュアル）

### VR
- apartment Days!万理華 act1（2020年11月20日、FANTASTICA）
- apartment Days!万理華 act2（2020年11月27日、FANTASTICA）

（告知動画【3DVR告知動画】万理華ちゃんの白えびボディを堪能♡素の万理華ちゃんが見れるかも！？【FANTASTICA】（2020年11月19日、VR専門アイドルFANTASTICA【公式チャンネル】）
- バーチャルダイブ　甘えさせ上手な僕の上司 万理華(2021年3月5日、FANTASTICA）

（告知動画【3DVR告知動画】透明感溢れる白肌＆Gカップの白えびボディ「万理華」ちゃんがバーチャルダイブに登場！セクシーな上司、万理華さんと禁断の宅飲み体験VR！【FANTASTICA】（2021年3月4日、VR専門アイドルFANTASTICA【公式チャンネル】）
- Precious Dress Show 03 万理華(2021年3月26日、FANTASTICA）

（告知動画【3DVR告知動画】Gカップの白えびボディ「万理華」ちゃんがOLとなってVRに登場！「これから家で飲まない？」と誘われて…。セクシーな上司、万理華さんと禁断（2021年3月18日、VR専門アイドルFANTASTICA【公式チャンネル】）
- すきま時間〜仕事終わりのOLが自宅で晒す無防備な姿〜万理華(2021年4月16日、FANTASTICA）
- 万理華　Digital Remaster Version　時間を超えて(2023年11月17日、FANTASTICA）
- Precious Dress Show 28 万理華(2024年1月5日、FANTASTICA）
- バーチャルダイブ　才女の誘惑　万理華(2024年1月19日、FANTASTICA）
- バーチャルダイブ　白昼堂々の火遊び　万理華(2025年3月21日、FANTASTICA）
- Precious Dress Show 46 万理華(2025年4月11日、FANTASTICA）

### Web
- DGCデスクトップギャルコレクション[238]
- 萌えろ俺の本棚 『先生と親密になりたい　万理華』（アイロゴス[239]）
- 萌えろ俺の本棚 『扇情的な奥様　万理華』（アイロゴス[239]）
- 萌えろ俺の本棚 『Ｇ級グラマラスボディ　万理華』（アイロゴス[239]）
- 萌えろ俺の本棚 『肉感OL本日の業務報告  万理華』（アイロゴス[239]）
- 必撮！まるごと☆万理華【完全版】（DMM動画[21]）
- 万理華 温泉浴衣＆眼帯ビキニ グラビア学園 （DMMブックス[240]）
- 万理華 自撮り写真集 グラビア学園 【自撮り】（DMMブックス[241])
- 万理華 私服を脱ぐ＆競泳水着 グラビア学園 （DMMブックス[242]）
- 万理華 ニット＆三角ビキニ グラビア学園 （DMMブックス[243]）
- グラビア学園MOVIE 万理華 1 （DMM動画[244]）
- グラビア学園MOVIE 万理華 2 （DMM動画[245]）
- 万理華 「才女の誘惑」FANTASTICAデジタル写真集（DMMブックス[246]）

### Kindle
- 『先生と親密になりたい　万理華 必撮！まるごと☆』（Kindle[247]）
- 『扇情的な奥様　万理華 必撮！まるごと☆』（Kindle[248]）
- 『G級グラマラスボディ　万理華 必撮！まるごと☆』（Kindle[249]）
- 『肉感OL本日の業務報告　万理華 必撮！まるごと☆』（Kindle[250]）
- 『大容量240枚 万理華 BEST vol.1 必撮！まるごと☆』（Kindle[251]）
- 『万理華 Trip Trap＜上巻＞ Venus!』（Kindle[252]）
- 『万理華 Trip Trap＜下巻＞ Venus!』（Kindle[253]）
- 『Trip Trap Vol.1 / 万理華』（Kindle[254]）
- 『Trip Trap Vol.2 / 万理華』（Kindle[255]）
- 『Trip Trap Vol.3 / 万理華』（Kindle[256]）
- 『Trip Trap Vol.4 / 万理華』（Kindle[257]）
- 『【完全版】Trip Trap / 万理華』（Kindle[258]）
- 『色白美乳 万理華 必撮！まるごと☆』（Kindle[259]）
- 『万理華　温泉浴衣＆眼帯ビキニ　グラビア学園 Kindle版』（Kindle[260])
- 『万理華　ニット＆三角ビキニ　グラビア学園 Kindle版』（Kindle[261])
- 『万理華　私服を脱ぐ＆競泳水着　グラビア学園 Kindle版』（Kindle[262])
- 『万理華　自撮り写真集　グラビア学園 Kindle版』（Kindle[263])

### カレンダー
- BUTT CLRENDAR2023（2023年2月25日発売：発売サイト[楽天[264]、YAHOOショッピング[265]]、撮影風景[266])